# НЕФКО
Нефко – краткое название Северной экологической финансовой корпорации, созданной в 1990 году пятью Северными странами: Данией, Исландией, Норвегией, Финляндией и Швецией. Корпорация предоставляет финансовую поддержку самым разным экологически важным проектам, главным образом, в странах Восточной Европы, включая Россию, Беларусь и Украину. Климатическое направление не имеет региональных ограничений.
Деятельность Нефко координируется из головного офиса в Хельсинки. Приоритетными направлениями являются экономически выгодные проекты сокращения выбросов парниковых газов, улучшение состояния Балтийского моря, снижение загрязнения окружающей среды токсичными веществами. В инвестиционном портфеле корпорации сотни малых и средних проектов химической и пищевой промышленности, сельского хозяйства, энергетики, коммунального сектора, использования минеральных ресурсов, обработки металлов и др., связанных с очисткой сточных вод, обращением с отходами, инжинирингом, борьбой с радиоактивным загрязнением, управлением природоохранной деятельностью, выпуском природоохранного оборудования.
Наиболее важными из механизмов финансирования Нефко являются Инвестиционный фонд, Северный фонд экологического развития, Углеродный фонд региона Балтийского моря TGF и Углеродный фонд NeCF, Фонд горячих точек Баренц-региона. Корпорация также управляет фондами своих партнёров, включая Европейскую комиссию и правительства Северных стран, которые предоставляют финансовые ресурсы для реализации экологически значимых проектов. Например, широко известна работа Нефко в качестве распорядителя средств Арктического совета.
Обычно Нефко напрямую сотрудничает с предприятиями, реализующими проекты. В прямых инвестициях используются различные схемы государственно-частного партнёрства, коммунальные структуры. Льготные кредиты предоставляются предприятиям и компаниям всех форм собственности, инвестирующим в приоритетные направления улучшения состояния окружающей среды.
Используя разветвлённую партнёрскую сеть, Нефко привлекает к участию в проектах другие заинтересованные стороны и финансовые институты. Особо тесным является взаимодействие с Северным инвестиционным банком, в одном здании с которым находится её головной офис. Корпорация также активно работает в рамках двусторонних экологических программ.